# Ferrières-les-Bois
Ferrières-les-Bois é uma comuna francesa na região administrativa de Borgonha-Franco-Condado, no departamento de Doubs. Estende-se por uma área de 4,17 km². Em 2010 a comuna tinha 323 habitantes (densidade: 77,5 hab./km²).